# Cú và những người bạn
Cú và những người bạn (Tiếng Anh: The Owl & Co; Tiếng Pháp: La Chouette et Cie) là một loạt phim hoạt hình CGI của Pháp do Studio Hari sản xuất chủ yếu dành cho trẻ em, dựa trên bộ phim ngắn The Owl.

## Nội dung
Bộ phim kể về một con cú gắt gỏng màu hồng có hình dáng giống một nhân vật bằng nhựa. Cú sống trong một khu rừng có nhiều loài khác sinh sống, trong đó đáng chú ý nhất là bọ que thông minh, ếch hung hãn, dơi lôi cuốn và cừu đầu không. Giống như loạt phim ngắn gốc, Cú không quan tâm đến bất kỳ ai khác xung quanh mình, thay vào đó nó thà ăn một con sâu. Tuy nhiên, Cú thường không may mắn và gặp phải một số tình huống hài hước. Một điều thú vị ở cuối mỗi tập phim là lúc Cú bị tách thành nhiều mảnh hay bị biến dạng một cách hài hước, kèm một giai điệu ngắn bằng đàn băng cầm.

## Phát sóng
Cú và nhũng người bạn ra mắt lần đầu tiên tại Pháp trên France 3 vào năm 2013. Bộ phim ra mắt lần đầu bằng tiếng Anh trên Boomerang UK vào ngày 2 tháng 5 năm 2015. Phim kết thúc vào ngày 5 tháng 11 năm 2016.
Bản lồng tiếng Anh của loạt phim cũng được phát sóng quốc tế trong một khoảng thời gian, một trong số đó là Disney Channel Asia. Phim cũng được ra mắt ở Ấn Độ trên Sony YAY! vào ngày 19 tháng 9 năm 2022 với tên gọi khác là Dhakki Chiki Aaool! 

## Giải thưởng
- Pulcinella Award 2015 - Best Kids TV series - Cartoons on the bay, Venise.